# Big Foot Mama
Big Foot Mama é uma banda eslovena de rock formada em 1990.

## Integrantes
- Grega Skočir – vocal
- Daniel Gregorič – guitarra
- Zoran Čalić – guitarra
- Alen Steržaj – baixo
- Jože Habula – bateria

## Discografia
- 1995: Nova pravila
- 1997: Kaj se dogaja?
- 1999: Tretja dimenzija
- 2001: Doba norih
- 2003: Best of Big Foot Mama
- 2004: 5ing
- 2006: Big Foot Mama 15 let v živo z gosti
- 2007: Važno, da zadane